# ستيفن بيركنز
ستيفن بيركنز (بالإنجليزية: Stephen Perkins)‏ هو كاتب أغاني وطبال وموسيقي وملحن أمريكي، ولد في 13 سبتمبر 1967 في لوس أنجلوس في الولايات المتحدة.

## وصلات خارجية
- الموقع الرسمي
- ستيفن بيركنز على موقع IMDb (الإنجليزية)
- ستيفن بيركنز على موقع ميوزك برينز (الإنجليزية)
- ستيفن بيركنز على موقع أول ميوزيك (الإنجليزية)
- ستيفن بيركنز على موقع ديسكوغز (الإنجليزية)
- ستيفن بيركنز على موقع قاعدة بيانات الفيلم (الإنجليزية)